# Dongnae-gu
Dongnae-gu (Hangul: 동래구, Hanja: 東萊區) is een stadsdeel (gu) van de Zuid-Koreaanse stad Busan. Dongnae-gu heeft een oppervlakte van 16,64 vierkante kilometer en telde in 2008 ongeveer 284.901 inwoners. Het Koreaanse gerecht pajeon komt uit dit gebied vandaan.
Het stadsdeel bestaat uit de volgende buurten (dong):
- Allak-dong
- Boksan-dong
- Myeongjang-dong
- Myeongnyun-dong
- Oncheon-dong
- Sajik-dong
- Sumin-dong

Buk-gu · 
Busanjin-gu · 
Dong-gu · 
Dongnae-gu · 
Gangseo-gu · 
Geumjeong-gu · 
Gijang-gun · 
Haeundae-gu · 
Jung-gu · 
Nam-gu ·
Saha-gu · 
Sasang-gu · 
Seo-gu · 
Suyeong-gu · 
Yeongdo-gu · 
Yeonje-gu